# Magnus Ramsfjell
Magnus Ramsfjell, född den 17 juli 1997 in Tønsberg, är en norsk curlingspelare. 2024 tog han tillsammans med laget brons vid EM. Han har även tagit fyra guld vid de norska mästerskapen.